# Axel Jörbeck
Bror Axel Jörbeck, född 16 juni 1909 i Ystad, död 26 oktober 1989 i Solna församling, var en svensk lantmätare.
Efter studentexamen 1928 avlade Jörbeck lantmäteriexamen 1932 och kulturteknisk examen 1935. Han blev lantmätare 1932, byråingenjör vid Lantmäteristyrelsen 1939, stadsingenjör i Solna stad 1944 och var stadsingenjör i Stockholm från 1950. Han var assistent i bland annat geodesi vid Kungliga Tekniska högskolan 1933–39 och 1945–56 och tillförordnad professor i geodesi där 1946–51.
Jörbeck var ledamot av stadsfullmäktige, suppleant i drätselkammaren och vice ordförande idrottsstyrelsen i Solna 1955–56 och suppleant i Solna läroverks lokalstyrelse 1956–58. Han var ordförande i Svenska kommunaltekniska föreningens mätnings- och fastighetsbildningskommitté från 1956, styrelseledamot i Svenska friidrottsförbundet 1946–50 (sekreterare 1946–48, skattmästare 1949–50), adjungerad ledamot 1951–55 och från 1958, ledamot 1956–58 och International Association of Athletics Federations tekniska kommitté från 1960.